# Cuy-Saint-Fiacre
Cuy-Saint-Fiacre és un municipi francès situat al departament del Sena Marítim i a la regió de Normandia. L'any 2007 tenia 631 habitants.

## Demografia

### Població
El 2007 la població de fet de Cuy-Saint-Fiacre era de 631 persones. Hi havia 218 famílies de les quals 40 eren unipersonals (20 homes vivint sols i 20 dones vivint soles), 69 parelles sense fills, 97 parelles amb fills i 12 famílies monoparentals amb fills.
La població ha evolucionat segons el següent gràfic:
Habitants censats

### Habitatges
El 2007 hi havia 260 habitatges, 230 eren l'habitatge principal de la família, 19 eren segones residències i 10 estaven desocupats. 253 eren cases i 6 eren apartaments. Dels 230 habitatges principals, 199 estaven ocupats pels seus propietaris, 26 estaven llogats i ocupats pels llogaters i 5 estaven cedits a títol gratuït; 2 tenien una cambra, 6 en tenien dues, 44 en tenien tres, 59 en tenien quatre i 120 en tenien cinc o més. 183 habitatges disposaven pel capbaix d'una plaça de pàrquing. A 91 habitatges hi havia un automòbil i a 129 n'hi havia dos o més.

### Piràmide de població
La piràmide de població per edats i sexe el 2009 era:
| Homes | Edats   | Dones |
| ----- | ------- | ----- |
| 0     | 95 o +  | 0     |
| 0     | 90 a 94 | 0     |
| 0     | 85 a 89 | 4     |
| 8     | 80 a 84 | 4     |
| 8     | 75 a 79 | 16    |
| 8     | 70 a 74 | 8     |
| 0     | 65 a 69 | 8     |
| 20    | 60 a 64 | 12    |
| 16    | 55 a 59 | 20    |
| 20    | 50 a 54 | 12    |
| 32    | 45 a 49 | 16    |
| 20    | 40 a 44 | 28    |
| 12    | 35 a 39 | 28    |
| 24    | 30 a 34 | 16    |
| 4     | 25 a 29 | 12    |
| 12    | 20 a 24 | 0     |
| 20    | 15 a 19 | 16    |
| 24    | 10 a 14 | 16    |
| 12    | 5 a 9   | 12    |
| 24    | 0 a 4   | 8     |

## Economia
El 2007 la població en edat de treballar era de 400 persones, 312 eren actives i 88 eren inactives. De les 312 persones actives 295 estaven ocupades (163 homes i 132 dones) i 17 estaven aturades (9 homes i 8 dones). De les 88 persones inactives 19 estaven jubilades, 28 estaven estudiant i 41 estaven classificades com a «altres inactius».

### Ingressos
El 2009 a Cuy-Saint-Fiacre hi havia 243 unitats fiscals que integraven 623,5 persones, la mediana anual d'ingressos fiscals per persona era de 19.518 €.

### Activitats econòmiques
Dels 19 establiments que hi havia el 2007, 3 eren d'empreses extractives, 5 d'empreses de construcció, 5 d'empreses de comerç i reparació d'automòbils, 2 d'empreses immobiliàries, 1 d'una empresa de serveis, 1 d'una entitat de l'administració pública i 2 d'empreses classificades com a «altres activitats de serveis».
Dels 6 establiments de servei als particulars que hi havia el 2009, 1 era un taller de reparació d'automòbils i de material agrícola, 2 guixaires pintors, 1 lampisteria, 1 electricista i 1 agència immobiliària.
L'únic establiment comercial que hi havia el 2009 era una botiga de roba.
L'any 2000 a Cuy-Saint-Fiacre hi havia 21 explotacions agrícoles que ocupaven un total de 440 hectàrees.

## Equipaments sanitaris i escolars
El 2009 hi havia una escola elemental integrada dins d'un grup escolar amb les comunes properes formant una escola dispersa.

## Poblacions més properes
El següent diagrama mostra les poblacions més properes.